# Wolf von Zawadzky
Carl Wolf-Dietrich von Zawadzky (* 3. November 1907 in Krotoschin; † 27. Oktober 2000 in Bonn) war ein deutscher Brigadegeneral des Heer (Bundeswehr) der Bundeswehr und Präsident der Johanniter-Unfall-Hilfe.

## Leben
Wolf von Zawadzky war der Sohn aus der Ehe von Harry-Eberhard von Zawadzky und seiner Ehefrau Edith. Der Halbwaise, sein Vater fiel 1914 als Hauptmann im Ersten Weltkrieg, trat nach seinem Abitur 1926 der Reichswehr bei und schlug die Offizierslaufbahn ein. Von 1936 bis 1938 war er an der damals höchsten militärischen Lehreinrichtung Kriegsakademie in Berlin tätig, danach als Hauptmann im Generalstab. 1939 nimmt er in der 46. Infanterie-Division am Überfall auf Polen teil. Von 1941 bis 1943 war als Major im Generalstab im Oberkommando des Heeres (OKH), insbesondere für die Abteilung Befehlshaber des Ersatzheeres (BdE) tätig. 1943 wurde er zum Oberstleutnant in der 170. Infanterie-Division und 1944 zum Oberst im Generalstab im Allgemeinen Heeresamt des OKH ernannt.
Nach Kriegsende war er zunächst kaufmännischer Angestellter in Schleswig-Holstein und Köln. Er trat im Juni 1954 in den Staatsdienst ein, im sogenannten Amt Blank, wo er zuletzt Leiter der Unterabteilung II/3 war.
Am 1. November 1955 wurde er als Oberst in die Bundeswehr übernommen und war bis Mai 1956 Unterabteilungsleiter IV D (Organisation, Ausbildung) im Bundesministerium der Verteidigung. Danach war er Militärberater des deutschen NATO-Botschafters in Paris (1957–1961). Anschließend war er als Brigadegenerals bis März 1965 Chef des Stabes im Hauptquartier der Alliierten Landstreitkräfte Schleswig-Holstein und Jütland (LANDJUT). Zuletzt war er ab April 1965 Inspizient im Truppenamt in Köln. Mit Ablauf des September 1965 wurde er in den Ruhestand versetzt.
Von 1966 bis 1976 übernahm Wolf von Zawadzky die Hauptgeschäftsführung der Johanniter-Unfall-Hilfe. Von 1976 bis 1980 war er Präsident der Johanniter-Unfall-Hilfe. Er war Initiator von „Essen auf Rädern“ sowie der „Notfallseelsorge“.
Von Zawadzky wurde 1967 als Ehrenritter in den Johanniterorden aufgenommen und 1972 zum Rechtsritter des Johanniterordens geschlagen. Er wurde 1966 mit dem Großen Bundesverdienstkreuz des Verdienstordens der Bundesrepublik Deutschland ausgezeichnet.
Wolf von Zawadzky war verheiratet mit Ingeborg-Yvonne; aus der Ehe stammen zwei Töchter.

## Schriften
- mit Gerhard von Jordan: Dem Schwachen hilf. 35 Jahre im Dienst am Nächsten. Burg Verlag, Stuttgart/Bonn 1989, ISBN 978-3-922801-18-4